# Derek Stillie
Derek Stillie (Cumnock, East Ayrshire, Escocia, 3 de diciembre de 1973) es un exfutbolista escocés. Juega de portero y su primer equipo fue Notts County, inglés. 

## Clubes
| Club                     | País       | Año       |
| ------------------------ | ---------- | --------- |
| Aberdeen FC              | Escocia    | 1995-1996 |
| Wigan Athletic           | Inglaterra | 1999-2002 |
| Dunfermline Athletic     | Escocia    | 2002-2005 |
| Dundee United            | Escocia    | 2005-2007 |
| Gillingham Football Club | Inglaterra | 2007-2008 |

- Datos: Q5262384